# Isla Paraíso
Isla Paraíso es una miniserie para internet, producida por Venevisión Internacional en el año 2007. Estuvo protagonizada por Elizabeth Gutiérrez y Julián Gil, y antagonizada por Marjorie de Sousa y Bobby Larios.

## Sinopsis
Armando y Viviana estaban prometidos, y viajaban en un crucero, el cual repentinamente naufragó. Maite (la hermana de Viviana) logró sobrevivir al naufragio, y junto a Armando vivieron juntos durante un mes en una isla desierta, pensando que Viviana había fallecido, esta intentó seducir a Armando, ya que su compromiso no tenía sentido. 
Viviana si había sobrevivido, y se hallaba al otro lado de la isla, siendo pretendida por un cruel criminal, que había asesinado a su hermano, y hundió el crucero porque lo estaba buscando la policía. 
Es una isla donde todo puede pasar, y se desarrolla en un ambiente tropical, donde todo puede pasar y el mar es el único testigo. Armando le da el nombre de Isla Paraíso, donde Cualquier locura está permitida (según Maite).

## Elenco
- Elizabeth Gutiérrez como Viviana
- Julián Gil como Armando
- Marjorie de Sousa como Maite
- Bobby Larios como Jorge
- Laura Ferretti como Ángela
- Robert Avellanet como Padre José
- Raúl Olivo como Ulises
- Carlos Maldonado como Alberto
- Liannet Borrego como Heidy
- Julio Capote como Don Casildo